# Herniosina volominosa
Herniosina volominosa är en tvåvingeart som beskrevs av Marshall 1987. Herniosina volominosa ingår i släktet Herniosina och familjen hoppflugor.
Artens utbredningsområde är New Hampshire. Inga underarter finns listade i Catalogue of Life.